# Diecezja Saint-Jean-Longueuil
Diecezja Saint-Jean-Longueuil – diecezja rzymskokatolicka w Kanadzie. Została erygowana w 1933 pod nazwą Saint-Jean-de-Québec. Od 1982 nosi obecną nazwę.

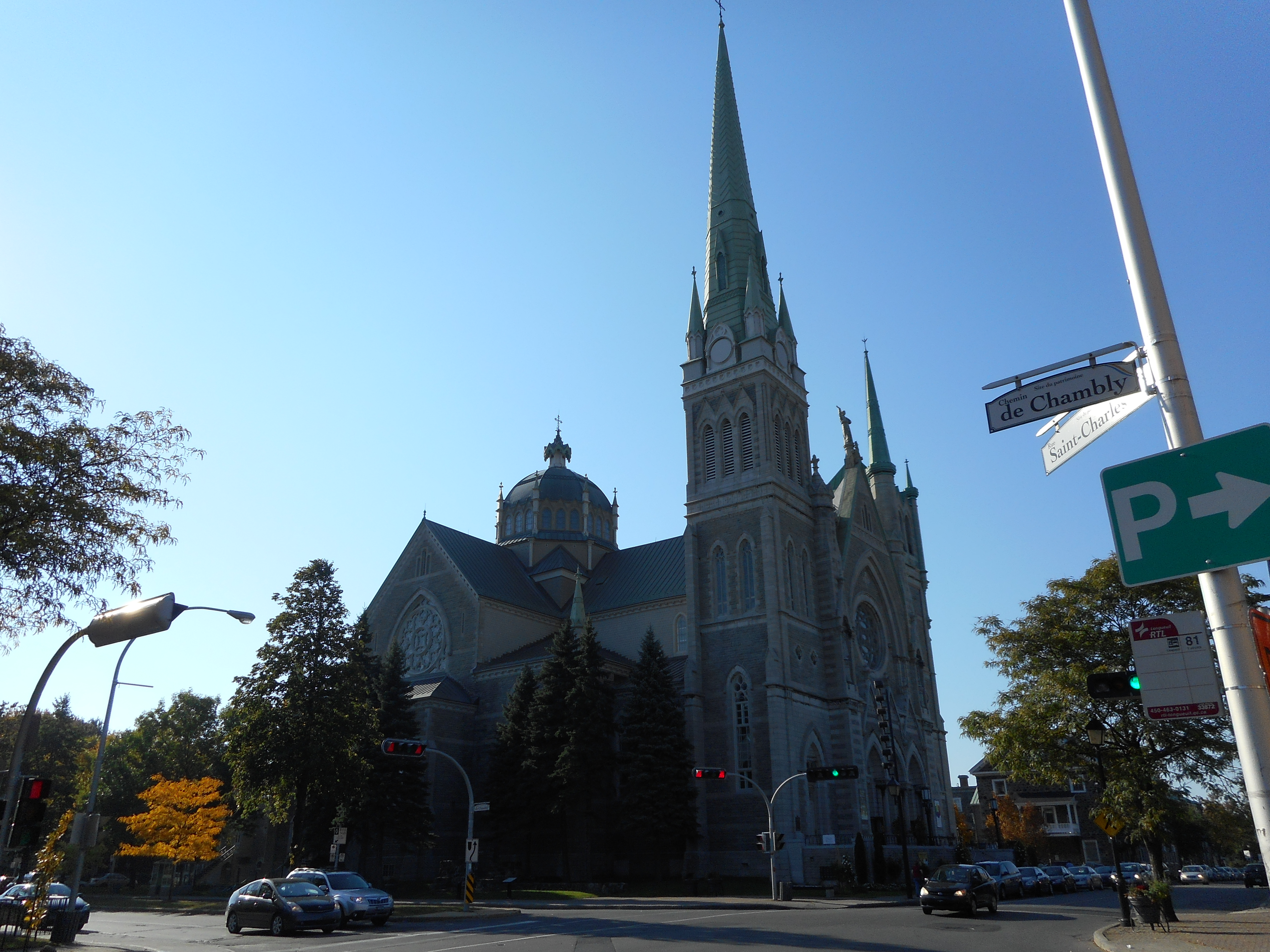
Konkatedra św. Antoniego z Padwy w Longueuil

## Biskupi diecezjalni
- Paul-Ernest-Anastase Forget † (1934−1955)
- Gérard-Marie Coderre † (1955−1978)
- Bernard Hubert † (1978−1996)
- Jacques Berthelet, (1996−2010)
- Lionel Gendron, (2010−2019)
- Claude Hamelin, (od 2019)